# Sigi Feigl
Sigi Feigl (14. lipnja 1961.), austrijski jazz glazbenik i glazbeni pedagog i dirigent big banda.

## Životopis
Umjetnički je direktor i band lider Jazz Big Band Graza predavač na Akademiji za glazbu i primijenjene umjetnost u Štajerskom Gradcu, član orkestra združenih scena Beča, producent nekoliko opernih izvedaba Opere u Grazu, osnivač i voditelj Big Band Sued, voditelj jazz radionica i producent brojnih svjetskih glazbenika kao Bill Holman, Toots Thielemans, Art Farmer, Mark Murphy, Bob Brookmeyer, Arturo Sandoval i ini. Već je jedno vrijeme bio prisutan na hrvatskoj jazz sceni, a od 2002. godine dirigent je i voditelj novoosnovanog HGM jazz orkestra Zagreb.

## Vanjske poveznice
- Discogs